# Álvaro Abós
Álvaro Abós (Buenos Aires, 20 de octubre de 1941) es un escritor, periodista y abogado argentino. 

## Biografía
Estudió derecho en la Universidad de Buenos Aires y se graduó en 1966; luego trabajó como abogado laborista entre 1966 y 1976. Su única publicación, antes de 1983 fue un relato, titulado "Los estampidos", en la antología Siete cuentistas argentinos. Al año siguiente debió exiliarse en Barcelona por cuestiones políticas. Luego de su regreso, en 1984, se abocó por completo a la literatura. Como periodista, ha colaborado en varios medios de Europa y América, entre los cuales se cuentan El País, El Periódico de Catalunya, Quimera, Claves, Clarín, La Nación o Página 12.
Trayectoria
Álvaro Abós ha afirmado que comenzó a escribir después de los treinta años. Es autor de varias obras del género narrativo y de cuatro biografías: las de Macedonio Fernández, Antoine de Saint-Exupéry, Xul Solar y Natalio Botana. Su obra también está relacionada con la cultura porteña, ya que en el 2000 publicó una guía literaria de su ciudad; en su novela policíaca Kriminal tango, reproduce la ciudad de Buenos Aires de manera polifacética. Se lo considera «un especialista y amante de Buenos Aires». Además, publicó antologías de cuentos policiales, como Luna amarilla y otros cuentos negros (2015), cuya presentación a la editorial coincidió con el hallazgo del cuerpo del fiscal Alberto Nisman.
En 2017 la editorial Sudamericana reeditó su trabajo sobre Xul Solar con la intención de conmemorar el 13º aniversario de su natalicio. En su estilo literario integra la crónica, la ficción y la prosa ensayística. Abós también ha escrito textos de crítica literaria, como la publicación «Los últimos días de Roberto Arlt» (2019) y publicó investigaciones históricas, como en el libro Eichmann en Argentina (2008).
En ocasiones publicó con el seudónimo Robert Rose.

## Premios
- Premio Ciudad de Alcalá de Narrativa (1993) por “Merece lo que sueñas”[3]
- Premio de Jaén (1995)[3]
- Premio Konex (2004)[2]
- Primer Premio Municipal de Literatura de Buenos Aires (2012)[14]
- Premio Konex de Platino (2014)[2]

## Obras
- De mala muerte (1986)
- Restos humanos (1991)
- Merece lo que sueñas (1993)
- El simulacro (1995)
- Delitos ejemplares (1999)
- El libro de Buenos Aires (2000)
- Al pie de la letra. Guía literaria de Buenos Aires (2000)
- El tábano (2001)
- Macedonio Fernández. La biografía imposible (2002)
- El crimen de Clorinda Sarracán (2003)
- Xul Solar. Pintor del misterio (2004)
- La baraja trece (2005)
- Cinco balas para Augusto Vandor (2006)
- Eichmann en Argentina (2008)
- Kriminal tango (2009)
- Ciudadano Botana (2013)
- La búsqueda del tesoro (2014)
- Mira la catedral que habitas (2018)